# 바르트부르크 축제

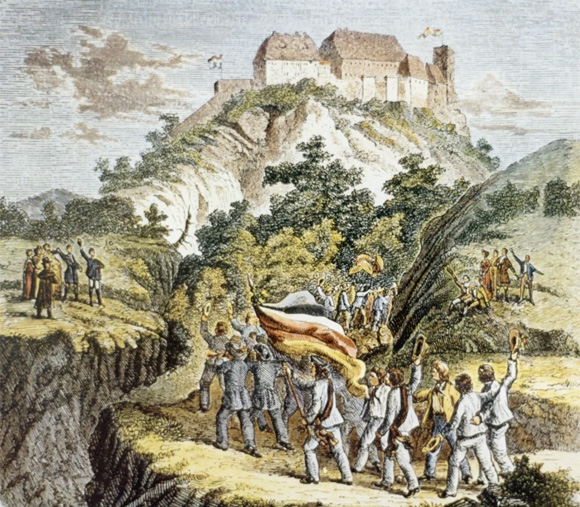

바르트부르크 축제Wartburgfest는 1817년 10월 18일과 19일에 독일 바르트부르크Wartburg에서 예나 대학 학생들이 주축이 되어 열린 제전이다.
1815년 예나에서 처음으로 설립된 부르셴샤프트는 헌법 개혁과 국가 통일, 자유를 요구하는 단체 중 가장 영향력 있는 단체였다. 정치는 정부 소관이지 자유 시민 단체의 무제가 아니라고 생각하던 당국은 민족주의자들의 모임이 마음에 들지 않았다.
부르셴샤프텐은 특히 남부 독일 개신교도들에게 아주 큰 인기를 얻었다. 대학생들은 나폴레옹 전쟁에서 혁혁한 공을 세운 뛰어난 자유군단인 뤼초프 자유군단Lützow Scouts의 검은색, 적색, 금색을 자신의 색으로 정했다. 그 색은 곧 자유주의자들에게 받아들여졌고 1848년 혁명에서는 독일 국기의 색이 되었다. 1815년에 8,000여 명의 독일 대학생들 가운데 1,000명에서 1,500여 명이 그 모임에 가입했다. 그러나 그 수는 조직 위원회측에서 볼 대는 약간 실망스러운 것이었다.
바르트부르크 축제는 1817년 10월 종교개혁 300주년과 라이프치히 전투 4주년을 기념하기 위해서 열렸다. 자유주의 성향을 가지고 있던 카를 아우구스트 대공은 루터가 거주하던 성의 맞은편 언덕에서 축제를 열도록 허락했다.
축제에는 13개의 대학에서 온 1,300여 명의 학생들이 참가했는데 그 가운데 168명이 예나 대학에서온 학생들이었다.
첫날 저녁에 급진적인 성향의 학생들이 모닥불을 피우고 '비독일적'이고 보수적이라고 여겨지는 서적들을 불에 던져 넣었다. 불태워진 서적 가운데는 외국의 지배를 연상하게 하는 치욕적인 서적인 나폴레옹 법전과 프로이센 경찰 법령이 포함되어 있었다. 뿐만 아니라 압제와 구체제, 군국주의를 상징하는 물건인 프로이센 기병의 갑옷과 가발, 하사의 지휘봉도 불에 던져졌다.
자유주의 개혁과 통일에 대한 요구는 당국의 우려를 불러일으켰다. 그 결과 경찰이 투입되었으며 몇 명의 학생은 체포되기도 했다.

## 참고 문헌
- 마틴 키친, 《사진과 그림으로 보는 케임브리지 독일사》, 시공사, 유정희 옮김, 2006년 ISBN 89-527-1647-7